# 西岗子站
西岗子站，位于中华人民共和国黑龙江省黑河市爱辉区西岗子镇，是北黑铁路上的火车站，建于1933年，由中国铁路哈尔滨局集团管辖。

## 車站周邊
- 苏联红军烈士塔
- 中国邮政储蓄银行西岗子邮政支局
- 黑河农村商业银行西岗子支行
- 西岗子镇人民政府

## 歷史
- 建于1933年。

## 业务办理
不办理客运业务，只办理货运整车货物到发业务。

## 外部連結
- 中国铁路客户服务中心（页面存档备份，存于）